# Malý Ratmírov
Malý Ratmírov (německy Klein Rammerschlag) je vesnice, část obce Blažejov v okrese Jindřichův Hradec v Jihočeském kraji. Nachází se asi dva kilometry východně od Blažejova. Je zde evidováno 253 adres. V roce 2011 zde trvale žilo 53 obyvatel.
Malý Ratmírov je také název katastrálního území o rozloze 2,97 km².

## Historie
První písemná zmínka o vesnici pochází z roku 1654.

## Obyvatelstvo
| Rok            | 1869 | 1880 | 1890 | 1900 | 1910 | 1921 | 1930 | 1950 | 1961 | 1970 | 1980 | 1991 | 2001 | 2011 | 2021 |
| -------------- | ---- | ---- | ---- | ---- | ---- | ---- | ---- | ---- | ---- | ---- | ---- | ---- | ---- | ---- | ---- |
| Počet obyvatel | 152  | 112  | 107  | 96   | 107  | 102  | 87   | 64   | 57   | 26   | 13   | 8    | 8    | 53   | 52   |
| Počet domů     | 21   | 21   | 21   | 18   | 17   | 18   | 18   | 16   | 9    | 9    | 4    | 10   | 15   | 29   | 35   |

## Obecní správa
Při sčítání lidu v letech 1850–1879 Malý Ratmírov byl osadou obce Blažejov v okrese Jindřichův Hradec. V letech 1880–1959 byl samostatnou obcí v okrese Jindřichův Hradec. V letech 1960–1988 byl znovu částí obce Blažejov v okrese Jindřichův Hradec. Od 1. ledna 1989 do 30. června 1990 byl částí obce Hospříz v okrese Jindřichův Hradec. Od 1. července 1990 je opět částí obce Blažejov v okrese Jindřichův Hradec.

## Pamětihodnosti
- Zemědělský dvůr čp. 11